# Filet (journalisme)
Pour les articles homonymes, voir Filet.
Le filet est un genre journalistique voisin de la brève. Il entend répondre aux mêmes questions que celle-ci (trois des  cinq W : qui, quand, où) ainsi qu'aux questions comment et pourquoi. 
Le filet est présenté en une seule colonne avec un titre ; il est d'une longueur généralement limitée à 1 000 signes (contre 500 pour la brève). En tant que genre informatif, le filet ne comporte pas de commentaire personnel du journaliste.